# آرمن ژیگارخانیان
آرمن ژیگارخانیان (ارمنی: Արմեն Ջիգարխանյան؛ زادهٔ ۳ اکتبر ۱۹۳۵ – درگذشته ۱۴ نوامبر ۲۰۲۰) یک بازیگر و صداپیشه اهل ارمنستان-روسیه بود. وی از سال ۱۹۵۵ تا ۲۰۲۰ میلادی مشغول فعالیت بود.

## زندگی‌نامه
وی در ۳ اکتبر ۱۹۳۵ در ایروان به دنیا آمد. وی در انستیتو دولتی سینما و تئاتر ایروان تحصیل نمود. وی در ۱۴ نوامبر ۲۰۲۰ در سن ۸۵ سالگی در مسکو درگذشت و در آرامستان واگانکوفسکوی به خاک سپرده شد.

## گزیده فیلمشناسی
از فیلم‌ها یا برنامه‌های تلویزیونی که وی در آن نقش داشته است می‌توان به آثار زیر اشاره کرد.
- سلام، این منم! (۱۹۶۶)
- تهران ۴۳ (۱۹۸۱)
- گیکور (۱۹۸۲)
- گذرنامه (۱۹۹۰)
- حیاط ما
- جزیره گنج (۱۹۸۸ صداپیشه)
- ستاره امید

## جوایز
وی برنده جوایزی همچون هنرمند مردمی ارمنستان شوروی، هنرمند شایسته ارمنستان شوروی، جایزه دولتی ارمنستان شوروی،  شهروند افتخاری ایروان (۲۰۰۱)، نشان افتخار مسروپ ماشتوتس مقدس (۱۹۹۶)، نشان الکساندر نوسکی (۲۰۰۶)، جایزه هنرمند مردمی اتحاد جماهیر شوروی (۱۹۸۵) و هنرمند مردمی روسیه شوروی (۱۹۷۳) شده است.

## نگارخانه

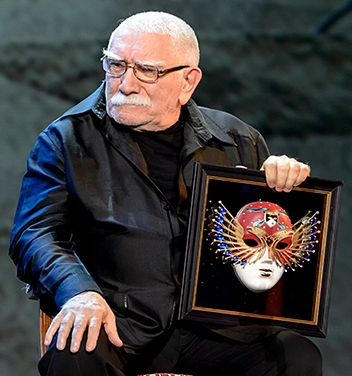
۲۰۱۵
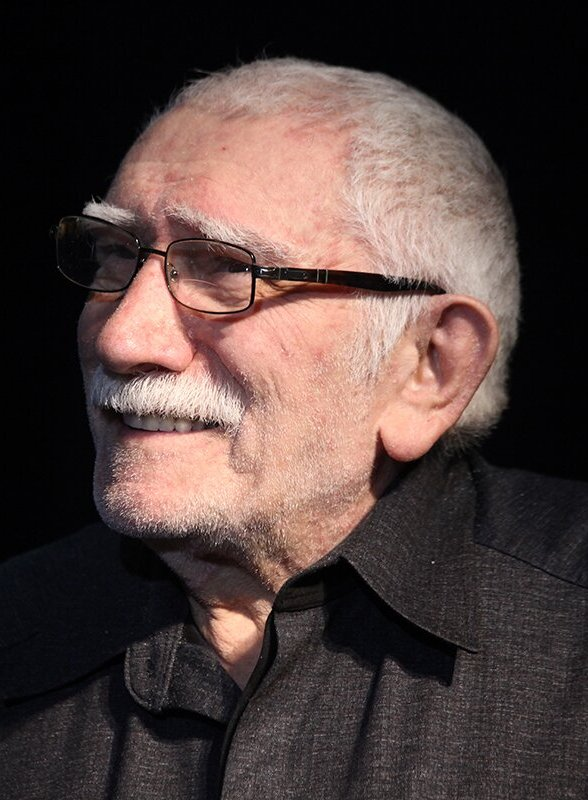